# Isaac de Castro Tartas
Isaac de Castro Tartas, né vraisemblablement en 1623 à Tartas en Gascogne, actuellement  département des Landes (France) et décédé à Lisbonne (Portugal) le 15 décembre 1647, est un marrane et martyr juif.

## Sa famille
Castro Tartas est né en France, où ses parents, Juifs d'origine portugaise, trouvèrent refuge, en se faisant passer pour catholiques, allant à la messe et se confessant, avant de s'installer à Amsterdam en 1640 où ils purent de nouveau pratiquer ouvertement leur judaïsme. Sa mère, Isabel da Paz, est la sœur du célèbre rabbin Moshé Raphael de Aguilar, enseignant à la yechiva Ets Haim d'Amsterdam. Isaac ne reste avec sa famille à Amsterdam qu'une seule année, pendant laquelle il poursuit ses études de philosophie et d'hébreu, avant d'émigrer au Brésil.
Ses parents et ses deux frères plus jeunes restent aux Provinces-Unies. Un de ses frères, David de Castro Tartas, deviendra plus tard un imprimeur et journaliste reconnu à  Amsterdam.  La famille est aussi apparentée au médecin Elijah Montalto.

## Arrestation et premiers interrogatoires au Brésil
En 1641, il arrive au Paraiba, alors occupé par les Hollandais, où il demeure pendant environ trois ans. Malgré l'avis défavorable de ses proches, il se rend en octobre 1644 à Bahía de Todos-os-Santos, où il est reconnu comme Juif par des catholiques ayant visité la synagogue de Recife. Arrêté par l'Inquisition et conduit le 14 décembre 1644 devant Dom Pedro de Silva, évêque de Bahia, il dit se prénommer José de Lis, être juif, né à Avignon de parents juifs, Abraham et Sarah Meatoga.
Lors de sa seconde déposition devant l'évêque, il déclare que sous l'influence de professeurs religieux d'une université catholique, il s'est rendu compte que la loi de Moïse n'est pas bonne, et qu'alors, lui, Juif circoncis, avait commencé à pratiquer les rites chrétiens. Et qu'il a quitté le Brésil  hollandais pour Bahia afin d'être baptisé. Entre les mains de l'Inquisition, Isaac de Castro, veut prouver qu'il est né juif de parents juifs, car l'Inquisition portugaise ne poursuit pas les Juifs qui n'ont jamais été catholiques, mais seulement les apostats, les personnes converties au catholicisme ou nées de parents catholiques qui sont retournées au judaïsme. L'évêque de Bahia, cependant, comprend rapidement le stratagème d'Isaac de Castro, stratagème régulièrement utilisé par les personnes dénoncées comme apostats. L'évêque déclare les propos d'Isaac de Castro « cyniques, répugnants et contradictoires » et ordonne la confiscation de ses affaires, dans lesquelles on trouve ses Téfilines et son extradition au Portugal.

## Son emprisonnement et ses interrogatoires devant l'Inquisition de Lisbonne
Bien que citoyen hollandais, il est envoyé devant le tribunal de l'Inquisition de Lisbonne. Le procès-verbal de l’interrogatoire à Bahia est expédié en janvier 1645, et le 15 mars 1645, Isaac de Castro est incarcéré dans les prisons de l'Inquisition à Lisbonne.
Le 22 juin 1645, lors de son premier interrogatoire à Lisbonne, Isaac de Castro avoue la véritable identité de ses parents et la sienne. Ses parents se nomment Cristovam Luis et Isabel de Paz, originaires de Bragance au Portugal. Ce sont des nouveaux chrétiens qui ont quitté le Portugal pour la France. Son nom est Tomás Luís, mais il affirme qu'il n'a jamais été baptisé. Il raconte que sa mère à l'occasion de son baptême, l'a frauduleusement remplacé par un autre enfant. Ainsi, n'ayant pas reçu le baptême, il n'a pas d'obligation envers l'Église catholique romaine et est donc libre de pratiquer le judaïsme.
Au cours des derniers interrogatoires, il avoue que ses parents avec leurs enfants ont quitté la France pour Amsterdam, où son père et ses fils se sont fait circoncire, et ont pratiqué ouvertement le judaïsme. Puis son père a pris le nom d'Abraham de Castro, et lui d'Isaac de Castro. Pour se démarquer du Juif pieux et juste, il raconte qu'il a fui Amsterdam pour Pernambouc et de là pour Bahia, à cause d'un crime qu'il a commis.
Le tribunal refuse de croire à son histoire, et certains témoins affirment qu'Isaac de Castro s'est rendu à Bahia dans l'intention d'enseigner la foi juive et les rites de la Loi mosaïque. L'avis de la cour, est qu'il a été envoyé pour enseigner la Torah aux Marranes. La cour conclut qu'Isaac de Castro a été baptisé chrétien et que son devoir est de se conformer à toutes les doctrines de la Sainte Église Romaine. Elle conseille à l'accusé de « dégager sa conscience afin de sauver son âme » en revenant au catholicisme. 
Isaac de Castro comprend alors qu'il n'a plus aucun espoir d'être libéré, et que le prix à payer pour éviter d'être brûlé vif est d'abjurer la foi juive et d'embrasser le catholicisme, comme le font la plupart des apostats dans la même situation. Il décide cependant de mourir en martyr en ne reniant pas le nom de son Dieu.
Dans les interrogatoires suivants, Isaac de Castro proclame (selon les minutes du procès): 
« Depuis qu'il a atteint l'âge de raison, il a vécu en conformité avec la Loi de Moïse, parce qu'il est convaincu que c'est la meilleure. Il a compris que les non-israélites pouvaient obtenir leur salut par les règles de la nature, mais que lui-même et tous les descendants des douze tribus, soumis aux lois du peuple juif, ne pouvaient obtenir leur salut que par la Loi de Moïse. C'est pour cette raison qu'il a professé le judaïsme et qu'il était même décidé à donner sa vie pour lui.  »
Par la suite, il déclare avoir observé le judaïsme avec une ferme conviction, se recommandant sept fois par jour à Dieu du ciel et de la terre, le seul auquel il croit, observant les jours saints juifs et les jours de jeûne, et obéissant à toutes les règles apprises de ses maîtres.
Pendant les années 1645 à 1647, plusieurs religieux érudits ont vainement essayé de le convertir au catholicisme, en lui demandant au nom de Jésus d'ouvrir les yeux de l'âme afin d'apercevoir la lumière de la vérité.

## Sa condamnation à mort et son exécution
Finalement les autorités de l'Inquisition arrivent à la conclusion qu'Isaac de Castro ne veut pas renoncer au judaïsme, et qu'il n'a aucune intention d'embrasser le catholicisme. Le procureur général du Saint-Office présente alors à l'accusé son rapport d'accusation. Lors de l'interrogatoire du 15 novembre 1647, tous les inquisiteurs se mettent à genoux et ordonnent à Isaac de Castro de faire de même, ce qu'il refuse. Et le 17 novembre 1647, l'Inquisition renvoie l'accusé à la justice séculaire, façon habituelle de l'Inquisition pour signifier la condamnation à mort, tout en se dégageant de la responsabilité de la mort de l'accusé, avec la sentence suivante:
« En nous recommandant du nom de Jésus, nous déclarons que le criminel José de Lis ou Isaac de Castro est coupable et avoue le crime d'hérésie et d'apostasie, et qu'il a été et est actuellement un hérétique et un apostat de notre sainte foi. Il est condamné à l'excommunication maximale, à la confiscation de tous ses biens en faveur des autorités fiscales et de la Chambre Royale, et aux autres sanctions légales mises en place pour ce type de crime. Et comme hérétique apostat, reconnu coupable et ayant avoué, autoritaire et obstiné, nous le condamnons à être transféré à la justice séculaire, demandant avec grande insistance, avec douceur et miséricorde, qu'il n'y ait pas de peine de mort ni d'effusion de sang. »
Isaac de Castro monte au bûcher sur la Terreiro do Paço (place du Palais), le 15 décembre 1647, avec cinq  autres Juifs. Le bûcher est situé face aux appartements de la reine. Le roi du Portugal Jean IV et la reine Louise, leurs fils, toutes les autorités de premier plan, l'ambassadeur d'Angleterre, le représentant diplomatique de la France, Mr. Lasnier et de très nombreux habitants de Lisbonne assistent à ce grand spectacle.
La cérémonie commence par une procession qui se rend du tribunal de l'Inquisition à la place du Palais Royal, où est érigée une grande plate-forme. En tête de la procession vient la bannière de la sainte Inquisition, suivie par celles des ordres religieux de Lisbonne. Suivent dans l'ordre les condamnés à des peines légères, puis à des peines plus sévères, tous habillés d'une robe spéciale en coton jaune avec des signes différents et portant des torches à la main. À l'arrière de la procession, arrivent les condamnés à mort, avec de grands chapeaux pointus. Arrivé sur la place, la notification de sa peine est lue au condamné qui a encore une chance de sauver sa vie, en déclarant vouloir embrasser le catholicisme, et voir sa sentence de mort commuée en prison à perpétuité. Cela signifie, littéralement, l'emprisonnement à vie, mais dans la pratique, la peine d'emprisonnement n'est que de trois à cinq ans, parfois seulement une retraite dans un couvent ou une relégation dans un village du Portugal, en Angola, à Goa ou au Brésil.
Isaac de Castro refuse tout accommodement et est conduit au bûcher avec cinq autres condamnés. Au milieu des flammes, on l'entend clamer, avant de succomber, le Chema Israel:  Écoute, Israël, l'Éternel, notre Dieu, l'Éternel est UN. Pendant plusieurs années, le public de Lisbonne répétera ses derniers mots, si bien que l'Inquisition interdira sous peine de sévère châtiment cette confession de foi juive.
Le 30 décembre 1648, Mgr Lasnier, agent diplomatique de la France à Lisbonne, envoie à son supérieur à Paris, le cardinal Mazarin, un rapport concernant Isaac de Castro. Il se dit impliqué dans cette affaire parce qu'Isaac de Castro est né à Tartas et a vécu en France, et par conséquent est considéré comme français par le Tribunal de l'Inquisition. Les inquisiteurs ont même invité Lasnier à interroger Castro, sur son séjour en France, ce qu'il a fait. Lasnier a également tenté de le convaincre de se convertir au catholicisme.

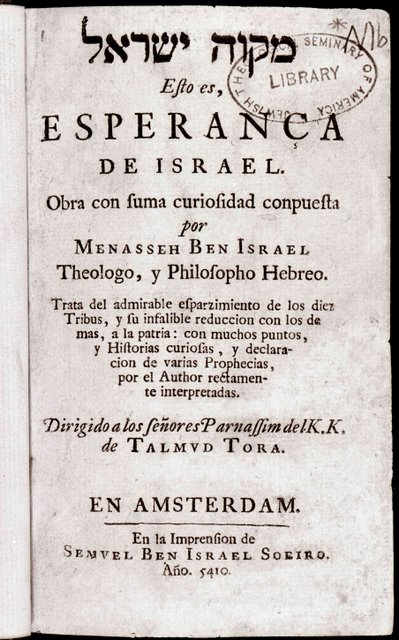
Mikve Israel de Manasse ben Israël, où il mentionne l'affaire Isaac de Castro

## Les réactions dans la communauté juive d'Amsterdam
À Amsterdam, la fin tragique du jeune homme entraîne un profond deuil. Un sermon commémoratif est prononcé par  Saül Levi Morteira et imprimé par le plus jeune frère d'Isaac. Des élégies en hébreu et en espagnol sont écrites à sa mémoire par Solomon de Oliveyra et par  Jonah Abravanel.
Manasse ben Israël mentionne l'affaire Isaac de Castro dans son livre Mikvé Israël (Esperança de Israel), publié en 1650: 
« Isaac de Castro Tartas, que j'ai connu, était un jeune homme intelligent, versé dans la littérature grecque et latine. Il partit pour Pernambuco, je ne sais pas pour quel destin, et il fut fait prisonnier par les Portugais, comme s'il était entouré de loups carnivores.  Ils l'ont envoyé à Lisbonne, où il a été tyranniquement emprisonné et brûlé à l'âge de vingt-quatre ans, non pas parce qu'il avait commis une trahison….mais parce qu'il a refusé de croire en un Dieu différent de celui qui a créé le ciel et la terre. »